# Tartas (Fluss)
Der Tartas (russisch Тарта́с) ist ein 566 km langer rechter Nebenfluss der Om in Westsibirien (Russland).

## Verlauf
Der Fluss entspringt in den Wassjugan-Sümpfen in einer Höhe von knapp 140 m. Die Quelle liegt im Norden der Oblast Nowosibirsk, deren Territorium der Tartas auf seiner gesamten Länge durchfließt, unweit der Grenze zur Oblast Tomsk, knapp 130 km Luftlinie nördlich von Kargat. In Quellnähe durchquert der Tartas den kleinen Karassjowo-See und durchfließt danach in westlicher Richtung eine ebene, von Birken- und Kiefernwäldern geprägte Landschaft. Im Mittellauf wendet sich der Fluss in südöstliche und zuletzt südliche Richtung, wobei er die den Südteil Westsibiriens prägenden Steppengebiete erreicht. Er fließt dabei zunehmend stark mäandrierend durch ein wenig ausgeprägtes Tal und mündet schließlich beim Dorf Stary Tartas, etwa 60 Kilometer nordöstlich der Stadt Tatarsk in den Irtysch-Nebenfluss Om. In Mündungsnähe ist der Tartas gut 30 Meter breit und über 1,5 Meter tief; die Fließgeschwindigkeit beträgt dort 0,2 m/s.
Der Tartas hat nur relativ wenige, kleinere Zuflüsse; die bedeutendsten sind Arynzas und Ises von rechts sowie der Ures von links.

## Hydrologie
Das Einzugsgebiet des Tartas umfasst 16.200 km². Der Fluss friert von der zweiten Oktoberhälfte / ersten Novemberhälfte bis in die zweite Aprilhälfte / erste Maihälfte zu.
Die mittlere jährliche Abflussmenge am Pegel Wengerowo 21 km oberhalb der Mündung beträgt 21,2 m³/s bei einem minimalen Monatsdurchschnitt von 2,8 m³/s im Februar und einem Maximum von 90,9 m³/s im Mai. Das Hochwasser während der Schneeschmelze dauert von April bis Juni an.

## Infrastruktur
Der Tartas gilt ab Sewernoje auf 370 km Länge als (für kleinere Fahrzeuge) schiffbar, ist aber nicht mehr in der Liste der Binnenwasserstraßen Russlands aufgeführt.
Städte gibt es am Fluss nicht, aber mit Ausnahme des Oberlaufes im Bereich der Wassjugan-Sümpfe eine Vielzahl von Dörfern. Die bedeutendsten sind die Rajonverwaltungszentren Sewernoje am Mittellauf und Wengerowo unweit der Mündung. Dort überquert die alte Trasse der Fernstraße M51 zwischen Omsk und Nowosibirsk den Tartas; die Ortschaften entlang des Flusses sind durch teils unbefestigte Lokalstraßen verbunden.